# Karkemiš
Karkemiš (hetitsko Karkamiš, turško Karkamış, grško starogrško Εὔρωπος, Europos, latinsko Europus) je bil pomembna staroveška prestolnica severnega dela Sirije in dela vzhodne Male Azije. V zgodovini je bil občasno neodvisen, vmes pa je pripadal Mitanskemu, Hetitskemu in Novoasirskemu cesarstvu. Zdaj je na meji med Sirijo in Turčijo. Najbližji sodobni Karekmišev sosed v Turčiji  je Karkamış, v Siriji pa Jarābulus.
V njegovi bližini je bila leta 605 pr. n. št. pomembna bitka med babilonskim kraljem Nebukadnezarjem in egipčanskim faraonom Nekom I.,  omenjena tudi v Svetem Pismu.

## Geografija najdišča
Karkemiš je obsežno arheološko najdišče s površino 90 ha, od katerih je 55 ha v Turčiji in 35 v Siriji. Najdišče je na zahodni obali Evfrata približno 60 km jugovzhodno od Gaziantepa v Turčiji in 100 km severovzhodno od Alepa v Siriji. Preko najdišča pelje Bagdadska železniška proga, ki je hkrati meja med Turčijo in Sirijo. Na karkemiški nekropoli in v notranjem mestu je turška vojaška baza. Dostop do tistega dela najdišča je trenutno prepovedan.  Večina zunanjega mesta je na sirskem ozemlju.

## Zgodovina raziskav
Karkemiš so zaradi več omemb v Svetem pismu in egipčanskih in asirskih besedilih znanstveniki poznali že zelo zgodaj. Njegovo lokacijo je kljub temu šele leta 1876 odkril angleški asiriolog George Smith. Karkemiš so pred tem istovetili s Circezijem na sotočju rek Habur in Evfrat v vzhodni Siriji. Nekateri zgodnji znanstveniki so menili, da bi Jarabulus lahko bil Hierapolis Bambyce, čeprav je to najdišče v resnici Manbidž v Siriji.
V letih 1878 do 1881 je najdišče raziskoval Britanski muzej  pod vodstvom Patricka Hendersona, v letih 1911 do 1914 pa pod vodstvom D. G. Hogartha. Zadnja kampanja je bila leta 1920 pod vodstvom C. L. Woolleya in  Philipa Langstaffea Ord Guya. Raziskave je leta 1914 prekinila prva svetovna vojna in leta 1920 končala turška vojna za neodvisnost. Med temi izkopavanji je bila odkrita večina  ostankov iz asirskega in novohetitskega obdobja, vključno z obrambnimi zgradbami, templji, palačami in številnimi bazaltnim kipi in reliefi z napisi v  luvijskih hieroglifih.
Ko je bilo očiščeno minsko polje v turškem delu najdišča, so se arheološke raziskave nadaljevale leta 2011. Izkopavanja v notranjem in zunanjem mestu je opravila turško-italijanska skupina znanstvenikov z univerz v Bologni, Gaziantepu in Istanbulu pod vodstvom  profesorja Nicolòja Marchettija.
Arheološke raziskave zunanjega mesta na sirski strani najdišča so potekale v okviru projekta Karkemiš pod pokroviteljstvom  DGAM iz Damaska, Britanskega sveta za raziskave v Levantu in Britanske akademije vodstvom profesorjev T. J. Wilkinsona in E. Peltenburga. Področje zunanjega mesta je ogroženo zaradi širjenja kmetijskih zemljišč in zlorab.

## Zgodovina naseljenosti
Mesto je bilo naseljeno od kamene in bakrene dobe. Majhni kamniti grobovi so iz obdobja okoli 2400 pr. n. št. (zgodnja bronasta doba). V Ebli so odkrili arhive iz 3. tisočletja pr. n. št., v katerih je že omenjen  Karkemiš. Dokumenti iz Marija in Alalaha iz obdobja okoli 1800 pr. n. št.  omenjajo, da je bil Karkemiš pomembno središče trgovanja z lesom in da je v njem vladal kralj Aplahanda. Mesto je imelo sklenjene sporazume z  Ugaritom  in Mitanijem (Hanilgalbatom). V antiki je mesto obvladovalo plitvino za prehod preko Evfrata, kar je zelo okrepilo njegovo strateško in zgodovinsko pomembnost.
Faraon Tutmoz I. iz Osemnajste egipčanske dinastije je v bližini Karkemiša postavil stelo v spomin na svojo zmago v Siriji in drugih deželah na drugi strani Evfrata. Proti koncu vladavine faraona Ehnatona okoli 14. stoletja pr. n. št. je Karkemiš zasedel hetitski kralj Šupiluliuma I., ki ga je pretvoril v kraljestvo in za kralja imenoval svojega sina Pijaššilija.
V pozni bronasti dobi je Karkemiš postal eno od najpomembnejših mest Hetitskega cesarstva in dosegel višek okoli 11. stoletja pr. n. št. Karkemiš je preživel propad Hetitskega cesarstva in napade ljudstev z morja in v železni dobi  postal prestolnica pomembnega Novohetitskega kraljestva in pomembno trgovsko središče.  Četudi faraon Ramzes III. na napisu iz osmega leta njegove vladavine  v svojem pogrebnem templju v Medunet Habuju trdi, da so Karkemih uničila ljudstva z morja, je mesto njihov napad preživelo. Dokazano je, da je bil Kuzi-Tešub, sin kralja Talmi-Tešuba  sodobnik hetitskega kralja Šupiluliume II. On in njegovi nasledniki so kot »veliki kralji« vladali v majhnem cesarstvu, ki je segalo od jugovzhodne Male Azije do severne Sirije in zahodnega kraka Evfrata. To pomeni, da se je Kuzi-Tešub imel za pravega naslednika Šupiluliume I., čeprav je centralna dinastija v Hatuši izumrla. Država je obstajala od okoli 1175 do 975 pr. n. št., ko je začela izgubljati oblast in se postopoma skrčila na ozemlje okrog Karkemiša.
Zavetnica Karkemiša je bila boginja Kubata, ki je bila verjetno huritskega izvora.  Prikazovali so jo kot pobóženo žensko v dolgem oblačilu, ki stoji ali sedi in nosi ogledalo. Glavno moško božanstvo mesta je bil Karhuha, istoveten s hetitskim jelenom-bogom Kuranto.
V 9. stoletju pr. n. št. je kralj Sangara plačeval davek asirskima kraljema Ašurbanipalu II. in Šalmaneserju III. Leta 717 pr. n. št. je Karkemiš pod kraljem Pisirijem podjarmil Sargon II.
Poleti 605 pr. n. št. je bila v bližini mesta bitka pri Karkemišu med babilonsko vojsko Nebukadnezarja II. in  egipčanskega faraona Neka II. in ostanki asirske vojske. Cilj Nehovega pohoda je bil prekiniti trgovske poti čez Evfrat. Egipčani so bili v nepričakovanem napadu Babiloncev premagani in prisiljeni na umik iz Sirije.

## Kralji Karkemiša
| Vladar                  | Domnevno vladanje (pr. n. št.) | Komentar                                                         |
| ----------------------- | ------------------------------ | ---------------------------------------------------------------- |
| Adnianda (?)            | okoli ? do 1786                |                                                                  |
| Aplahanda               | okoli 1786 do 1764             | Sin Adni-ande.                                                   |
| Jatar-Ami               | okoli 1764 do 1763             | Sin Aplah-ande I.                                                |
| Jahdun-Lim              | okoli 1763 do 1745?            | Sin Bin-Amija.                                                   |
| Aplah-anda II           | okoli 1745 ? do ?              | Sin Jahdun-Lima ?                                                |
| Pijašili ali Šari-Kušuk | okoli 1315                     | Sin hetitskega kralja Šupiluliume I.                             |
| [...] šaruma            |                                | Sin Pijašilija.                                                  |
| Šakurunuva              |                                | Sin Pijašilija.                                                  |
| Ini-Tešub I.            | Okoli 1230. let                |                                                                  |
| Talmi-Tešub             | okoli 1200                     |                                                                  |
| Kuzi-Tešub              | okoli 1170                     | Po padcu Hetitskega cesarstva se je naslavljal z "veliki kralj". |
| Ini-Tešub II            | okoli 1100                     |                                                                  |
| Tudhalija               | okoli 1100                     | Ali pred ali za Ini-Tešhubom II.                                 |
| Sapaziti                | okoli 1025                     |                                                                  |
| Uratarhunda             | c. 1000                        |                                                                  |
| Suhi I.                 | okoli 975                      |                                                                  |
| Astuvalamanza           | okoli 950                      |                                                                  |
| Suhi II.                | okoli 925                      |                                                                  |
| Katuva                  | okoli 900                      |                                                                  |
| Sangara                 | okoli 870-848                  |                                                                  |
| Astiru                  | okoli 830                      |                                                                  |
| Jariri (regent)         | okoli 815                      |                                                                  |
| Kamani                  | okoli 790                      |                                                                  |
| Sastura                 | okoli 760                      |                                                                  |
| Astiru II. (?)          |                                |                                                                  |
| Pisiri                  | okoli 730. let                 | Zadnji kralj, poražen od Sargona II.                             |